# Albemarle Sound

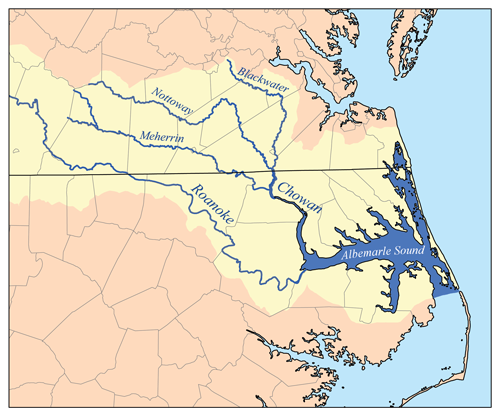
Albemarle Sound

Der Albemarle Sound ist ein großes Ästuar an der Küste des Bundesstaates North Carolina in den Vereinigten Staaten. Er liegt an den Zusammenflüssen einer Reihe von Flüssen, darunter der Chowan und Roanoke River. Der Albemarle Sound wird vom Atlantik durch die Outer Banks abgetrennt, eine Halbinsel und vorgelagerte Inselgruppe, an deren östlichen Ende die Stadt Kitty Hawk liegt. Am südöstlichen Ende des Sounds liegt die Insel Roanoke Island, dort verbindet sich der Albemarle mit dem Pamlico Sound. Große Anteile der Wassermenge des Sounds sind dank der Flüsse, die sich in den Sound entleeren, süß oder brackig, im Gegensatz zu dem Salzwasser, das aus den Verbindungen zum offenen Meer in den Sound dringt.
Kleine Teile des Sounds tragen eigene Namen, um die Unterregionen von den großen Wasserflächen des Albemarle Sounds unterscheiden zu können, so der Croatan Sound, der zwischen dem Festland bei Dare County und Roanoke Island liegt, und der östlich dieser Insel liegende Teil, der als Roanoke Sound bezeichnet wird. Die lange Wasserstrecke zwischen der südlichen Staatsgrenze Virginias und der Südgrenze des Currituck County wird Currituck Sound genannt.
Die Meerenge bildet einen Teil des Atlantic Intracoastal Waterway. An der Küste des Sounds im heutigen North Carolina wurde der Kontinent erstmals von englischen Kolonisten besiedelt. Viele der am Ufer des Albemarle Sounds gelegenen Städte und Gemeinden gehören heute zu den Inner Banks.

## Geschichte
Ehe die Europäer den Albemarle Sound besiedelten, lebten amerikanische Ureinwohner, Indianer vom Stamm der 
Algonkin, in der Region. Sie befuhren den Sound mit Einbäumen und befischten das Gewässer.

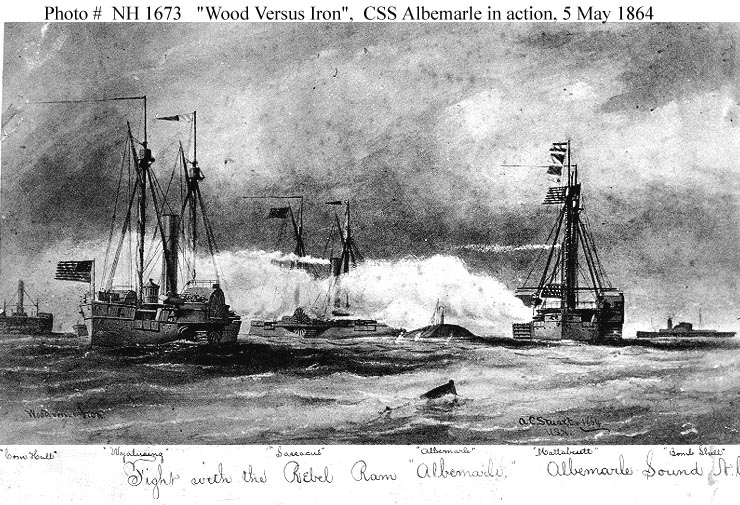
Schlacht von Albemarle Sound

1586 segelten die ersten europäischen Entdecker in den Albemarle Sound, ein halbes Jahrhundert später wanderten die ersten Siedler aus der Kolonie Virginia nach Süden aus und errichteten landwirtschaftliche Siedlungen und Handelsstützpunkte entlang des Sounds. Bald darauf wurde der Sound eine wichtige Handelsroute, kleine Schiffe, die sogenannten Coasters, brachten Handelswaren aus den anderen Kolonien. Größere Handelsschiffe transportierten Gewürze, Seide und Zucker von den Westindischen Inseln, um diese Waren gegen Tabak, Hering und Holz zu tauschen. 
Fähren waren eine übliche Methode, Waren durch die den Sound umgebenden Sümpfe zu transportieren. Eine von ihnen verband die Städte Edenton und Mackeys von 1734 bis ins Jahr 1934, als eine Brücke über den Sound gebaut wurde. Eine weitere, längere Brücke mit fast 5 Kilometern Länge wurde 1990 errichtet. Während des Sezessionskrieges fand im April 1864 im Sound die Schlacht von Albemarle Sound statt.
Der wichtigste Wirtschaftszweig war die Fischerei, im späten Frühling wurde vor allem Hering, Alse und Wolfsbarsch gefangen, die Netze der Fische waren zum Teil über eineinhalb Kilometer lang und wurden oft 24 Stunden am Tag eingesetzt. Der Hering wurde für den Export nach Europa gepökelt, während Alsen auf Eis gelagert und zum Verkauf über den Chowan River in die nördlichen Kolonien transportiert wurden. Regionale Turniere im Wolfsbarschfischen brachte viele Sportangler in die Region, und der Sound wurde als eines der besten Barschfanggebiete der Welt betrachtet. Die Überfischung des Sounds in den letzten Jahren führte zu einer Reduzierung der Fischbestände um 70 Prozent.